# Renault Master

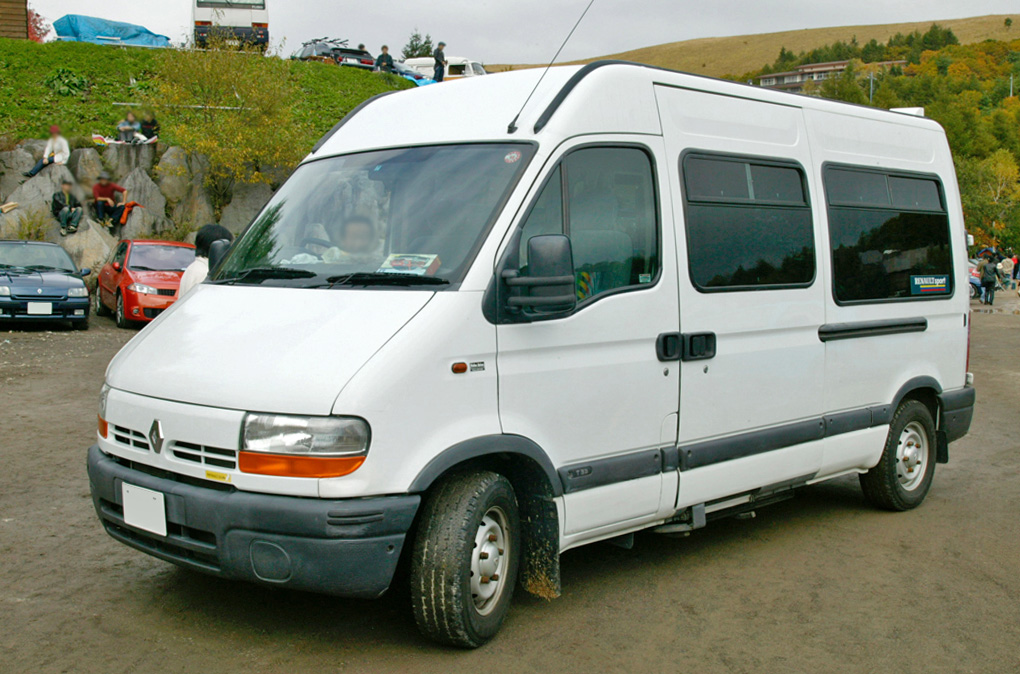
Renault Master Doppelkabine

Renault Master är en lätt lastbil som började tillverkas 1981. 1997 kom en ny variant på kaross och med större och starkare motorer. Från 1998 gjordes även automatlåda till bilen.